# Arrenurus serratus
Arrenurus serratus är en kvalsterart som beskrevs av Marshall 1919. Arrenurus serratus ingår i släktet Arrenurus och familjen Arrenuridae. Inga underarter finns listade i Catalogue of Life.